# Stadtpark Diekirch
Der Stadtpark Diekirch (luxemburgisch: Stadpark vun Dikrech; Französisch: Parc municipal) ist eine öffentliche Parkanlage in Diekirch im Großherzogtum Luxemburg. Der Stadtpark nahm als Parkanlage in der „Marschallswiese“ (luxemburgisch Marschallspesch)(Standort) seinen Anfang. Er erstreckt sich beidseitig entlang der Sauer von der Diekircher Gemeindegrenze zu Ingeldorf (im Südwesten) bis zur Gemeindegrenze zu Gilsdorf (Bettendorf) (im Nordosten). In dem durchschnittlich ca. 100 m breiten und ca. eineinhalb km langen Park befinden sich Denkmäler, Kunst im öffentlichen Raum und ein Naturerlebnispark. Der Stadtpark ist das ganze Jahr über frei zugänglich; durch ihn führt der Sauertal-Radweg.

## Beschreibung
Im stadtzentrumsnahen Teil des Parks, bei der Avenue de la Gare, befinden sich ein farbiges Wasserspiel und zwei Gabione–Eselskulpturen (Standort); diese und ein Überdach für Veranstaltungen wurden 2013 dort errichtet. Am Parkeingang befindet sich auch das Haus von Michel Deutsch mit der Fassadenmalerei PICTVRA und SCVLPTVRA. Ebenfalls an der Avenue de la gare, am Parkrand, befindet sich das Hôtel du Parc. Der Stadtpark beherbergt zwei Spielplätze am linken Sauer–Ufer: einen nahe der Avenue de la Gare und einen nahe dem Restaurant Al–Schwemm. Auf der rechten Seite der Sauer, am Sauertal-Radweg auf der Höhe des Al Schwemm, befindet sich, auch Teil des Stadtparks, der 11,2 ha große Naturerlebnispark Parc découverte de la nature.
Im Stadtpark wird die Sauer von fünf Brücken überspannt (flussabwärts, von Südwesten nach Nordosten):
- die 2015 erbaute Fußgängerbrücke (Foussgängerbréck) mit Kanupiste (Standort), die von der Route d’Ettelbruck zum Naturerlebnispark führt,
- Die 1975 erbaute Fußgänger–Hängebrücke (Ficellesbréck) mit charakteristischem rotem Pylon (Standort), welche die Avenue de la Gare mit der Promenade de la Sûre verbindet,
- Die 1842 erbaute, steinerne Sauerbrücke (Sauerbréck, Standort) mit Autofahrbahn,
- eine kleine Fußgängerbrücke 60 m nach der Sauerbrücke (Standort),
- Die 2005 eingeweihte Fußgängerbrücke (Foussgängerbréck, Standort), welche die Rue Clairefontaine mit dem Camping de la Sûre verbindet.

Das Dikricher Béierfest („Diekircher Bierfest“) findet in der Regel jeden Sommer im Stadtpark statt.

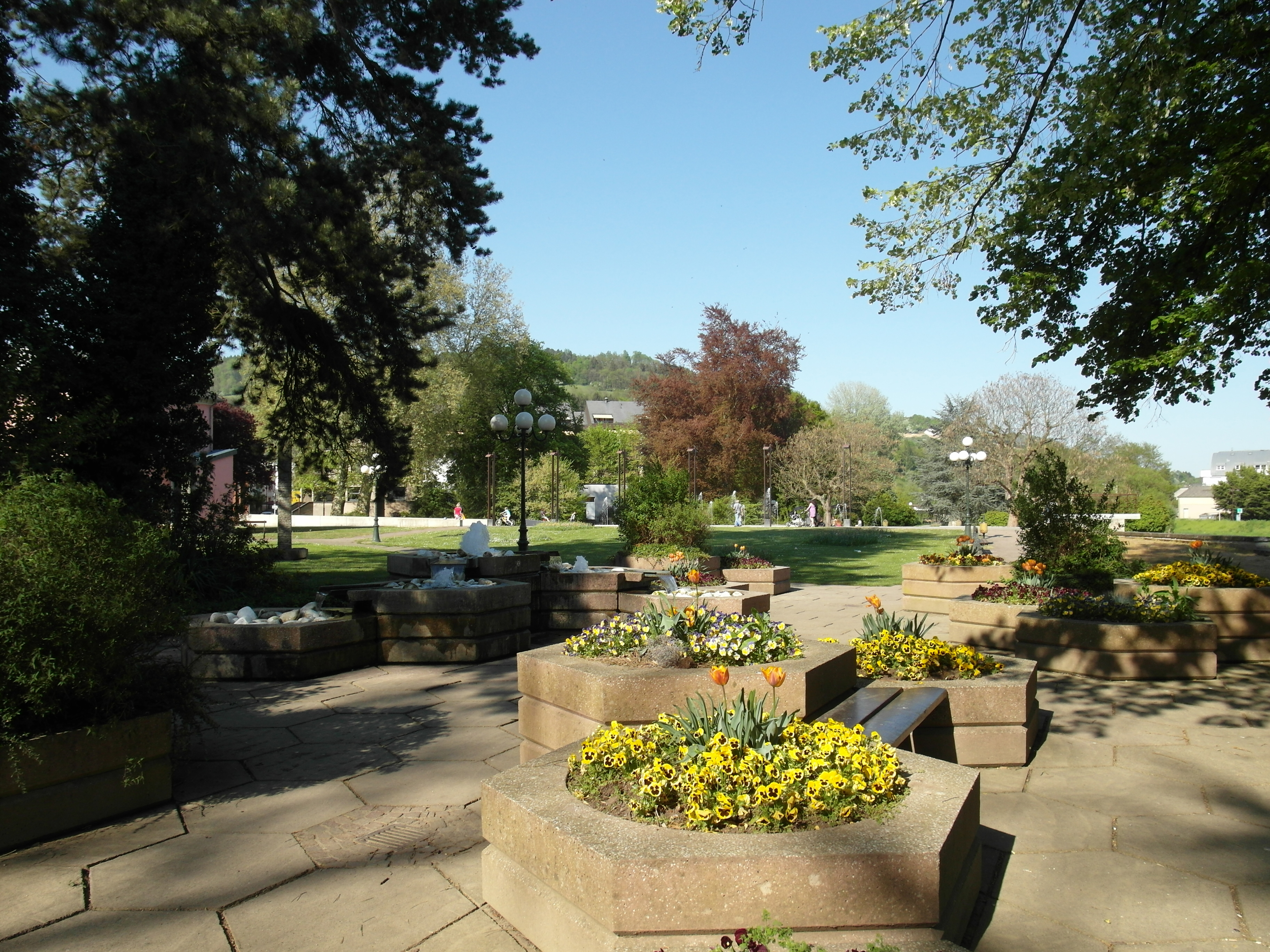
Der Stadtpark bei der Avenue de la Gare
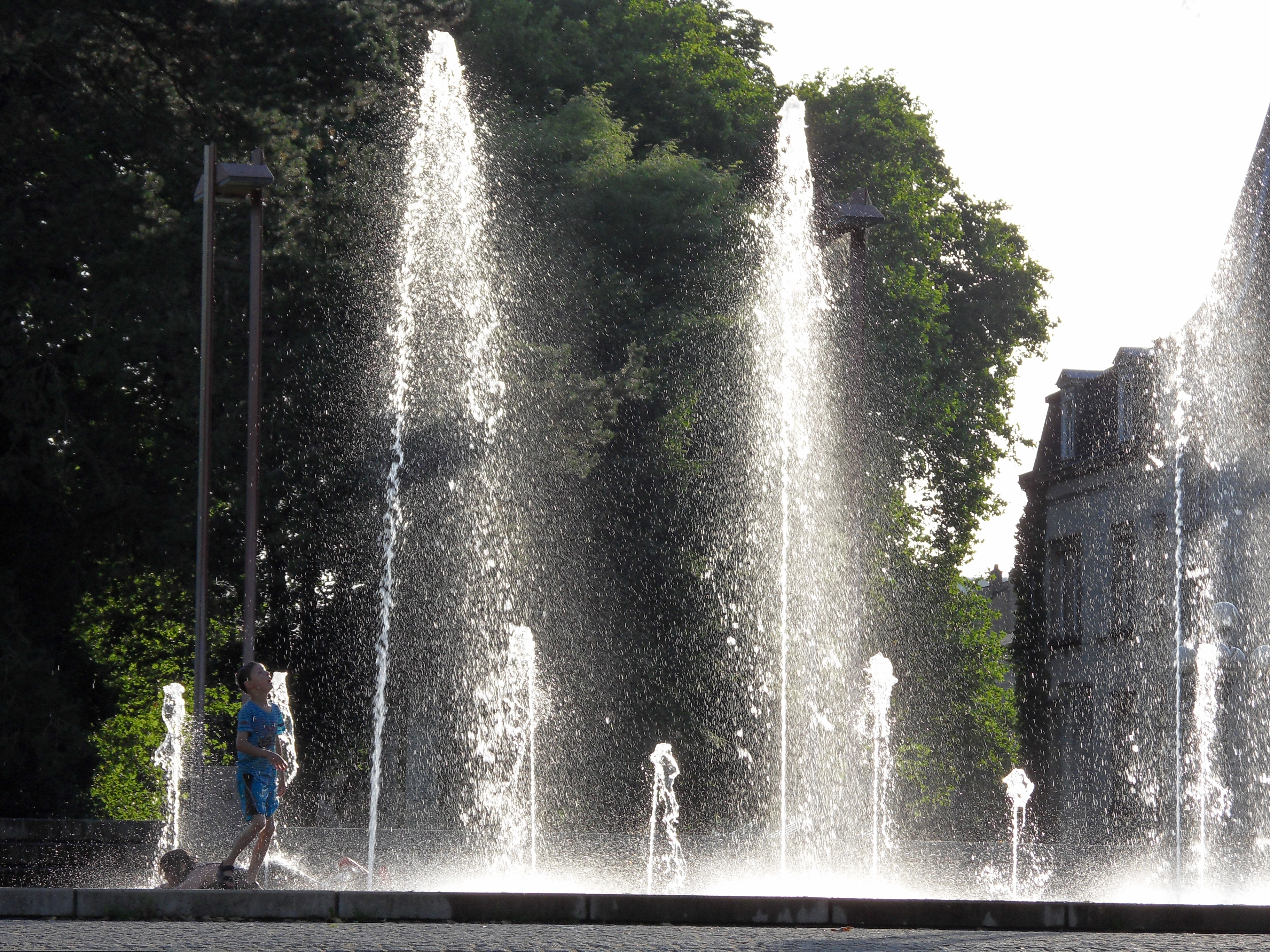
Das Wasserspiel
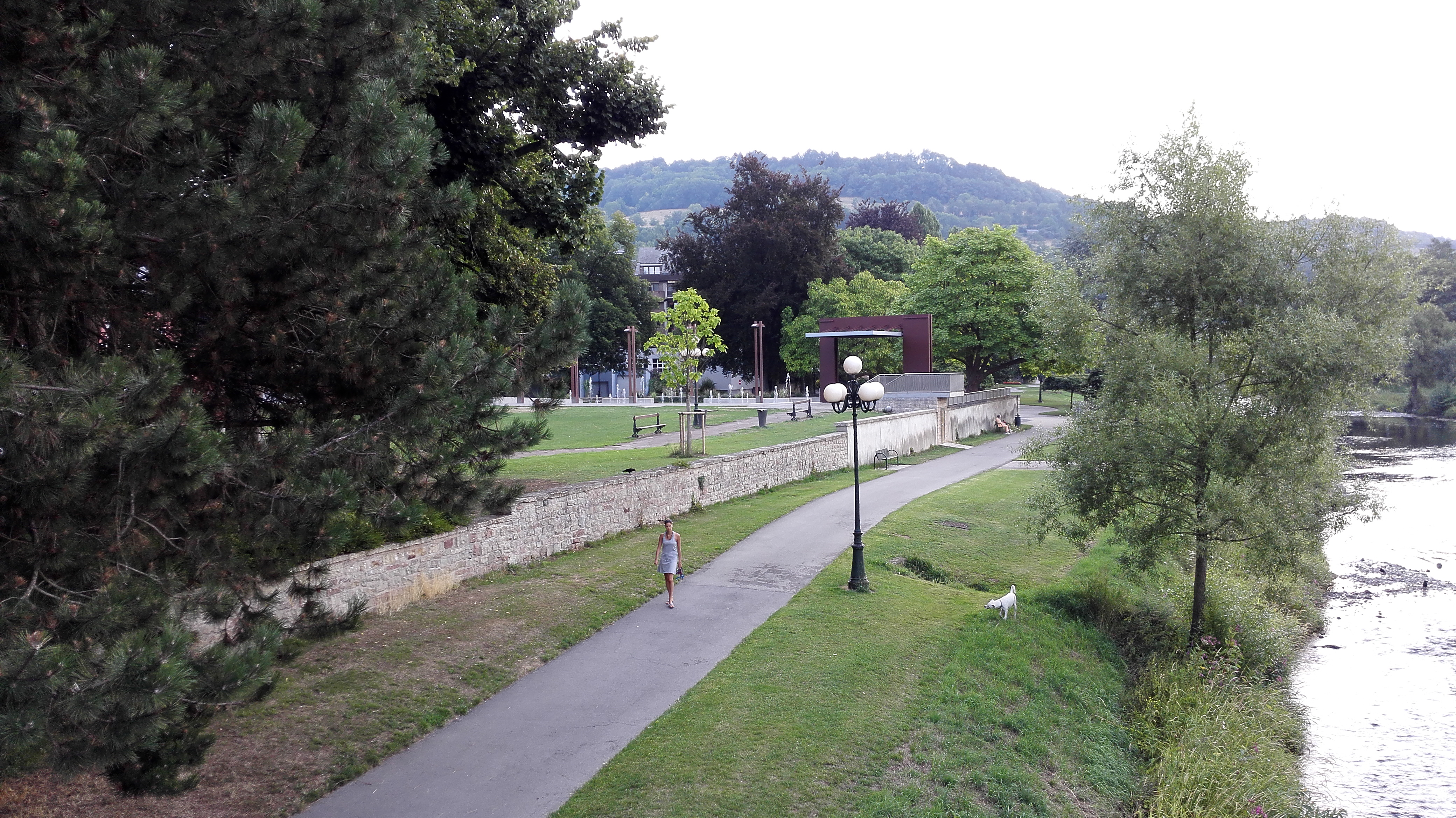
Promenade am linken Sauer–Ufer
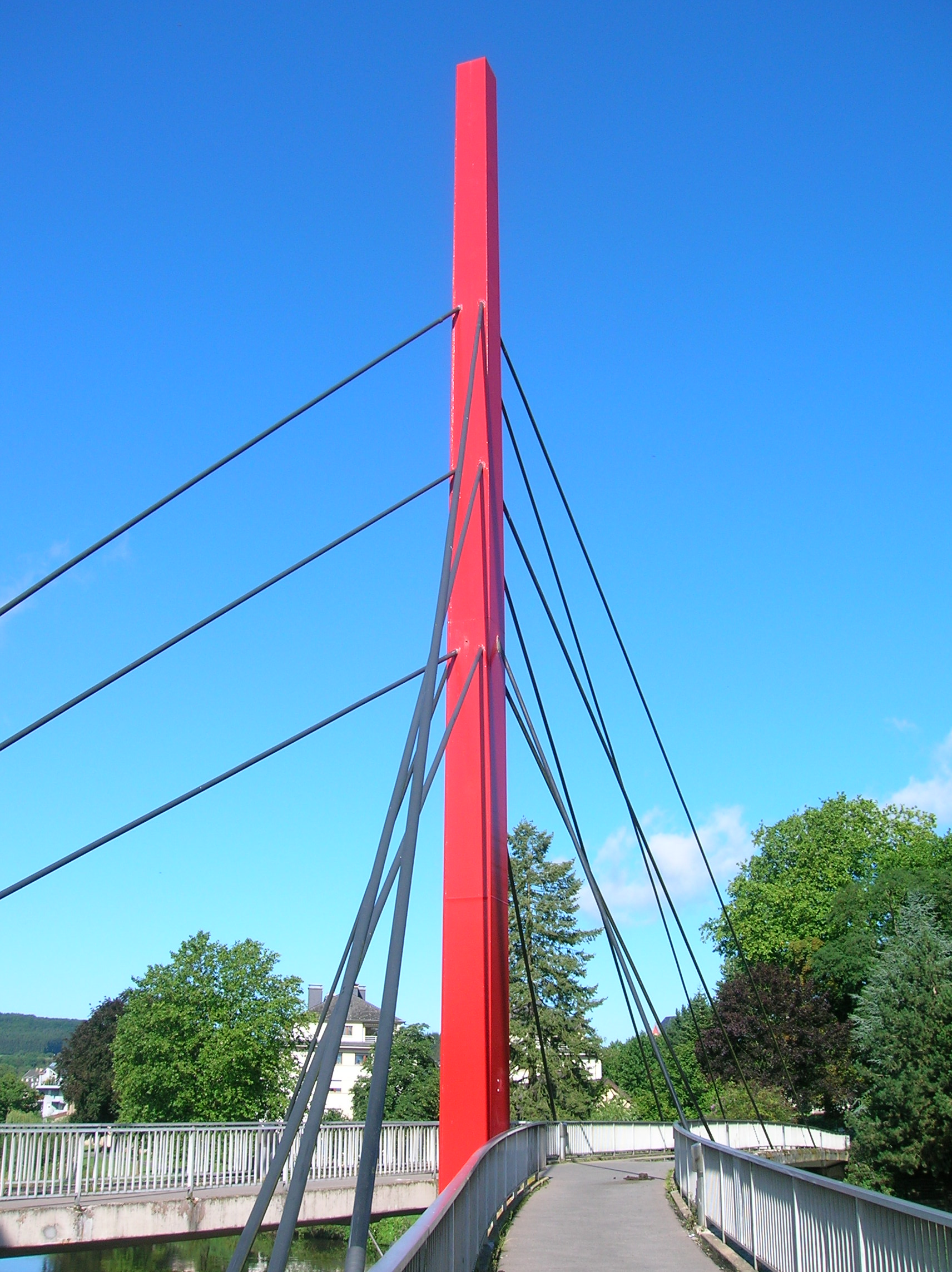
Die Ficellesbréck (Fußgänger–Hängebrücke) mit rotem Pylon

## Denkmäler und Kunst
Im Stadtpark Diekirch befinden sich (der Reihe nach flussaufwärts, von Norden nach Süden):
- das von Wenzel Profant 1981 geschaffene Denkmal zu Ehren der Flüchtlinge des 2. Weltkrieges (Mémorial zu Éiere vun de Flüchtlinge vum 2. Weltkrich) (Standort),
- das von Edmond Lux geschaffene und 1961 eingeweihte[11] Denkmal zu Ehren des in Diekirch geborenen Staatsministers Paul Eyschen (Monument Paul Eyschen) (Standort),
- die 1990 geschaffene Skulptur Convergence von Bertrand Ney (Standort),[12][13]
- die (1989 anlässlich des 150. Jahrestags der Luxemburgischen Unabhängigkeit eingeweihten) „5 Säulen, welche die 5 Kantone des Nord-Distriks darstellen mit einer Gedenkplatte“ (5 Sailen, déi déi 5 Kantone vum fréieren Distrikt Dikrech duerstellen, mat enger Gedenkplack) (Standort),
- eine 1990 geschaffene Skulptur von Jacek Wilewski (Standort),[12][13]
- das 1984 eingeweihte US Memorial zum Gedenken an die Befreiung Luxemburgs durch die US–Armee im September 1944 (Standort),
- der 1981 eingeweihte Kreuzweg der luxemburgischen Zwangsrekrutierten 1942-45 (Kräizwee vun de Lëtzebuerger Zwangsrekrutéierten 1942-45) (Standort),
- die 2019 von Hayder Saddam geschaffene Holzskulptur Sex on the street,[14][15]
- die 1990 geschaffene Skulptur umarmend–embrassant von Maria Bettina Cogliatti (Standort).[12][13]

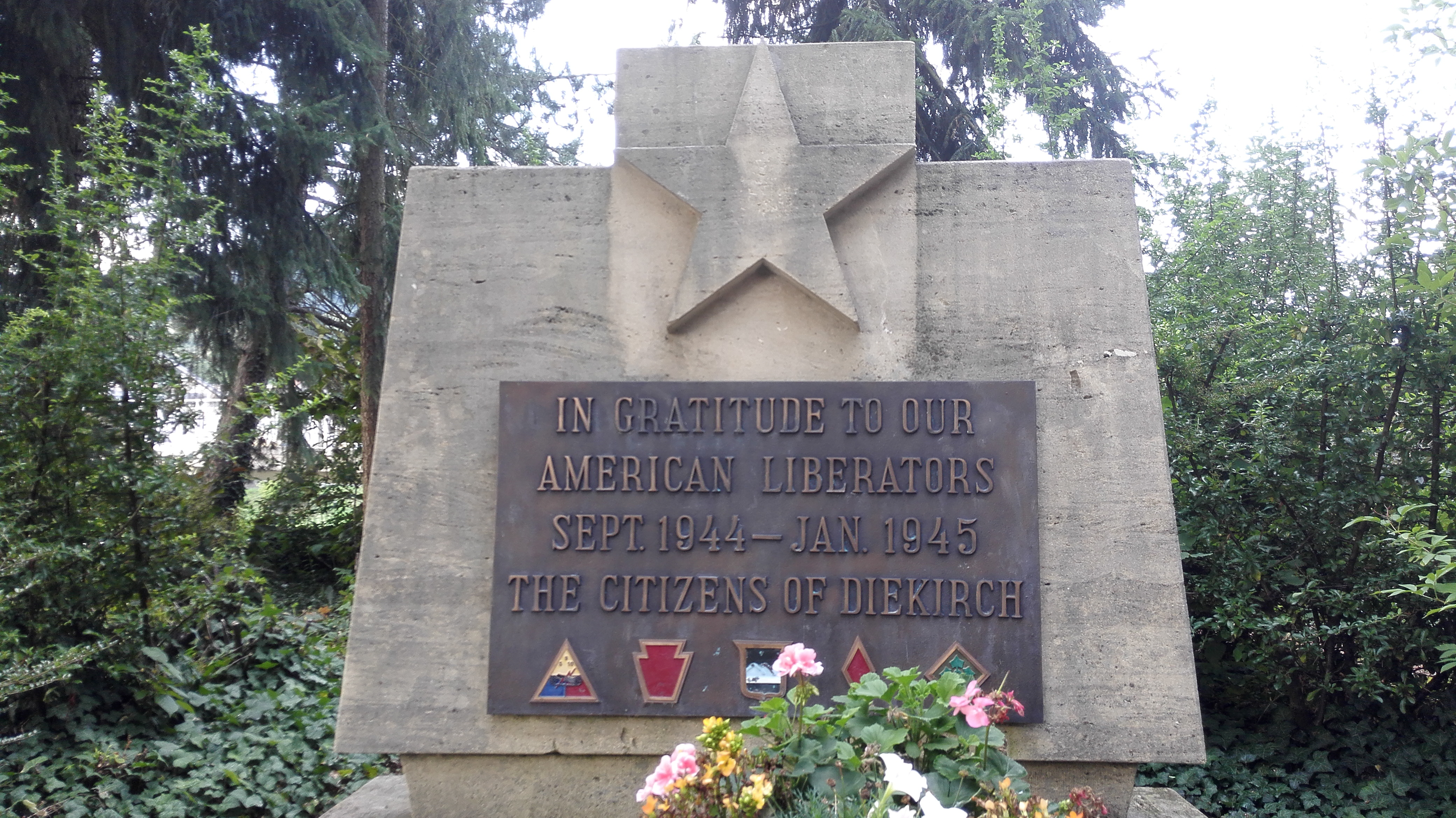
Das US Memorial von 1984
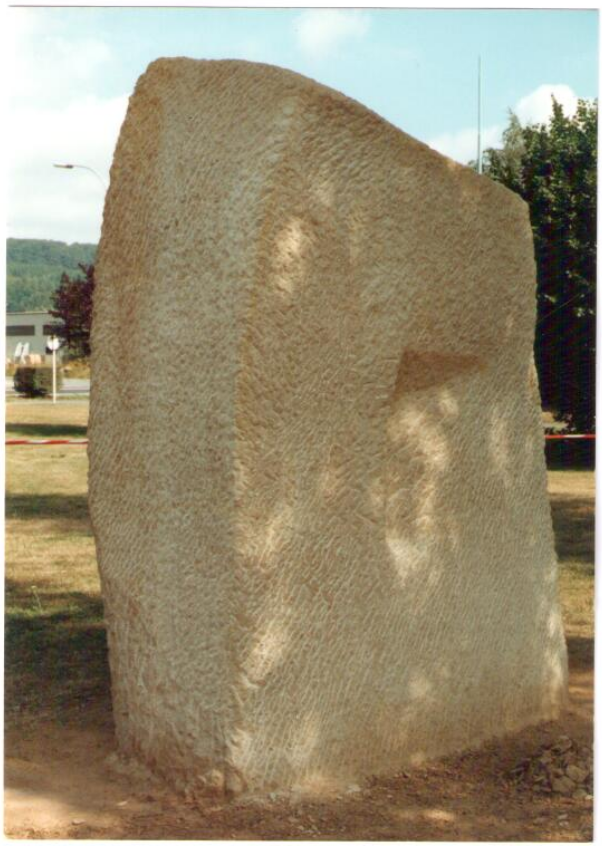
Skulptur umarmend–embrassant von Cogliatti
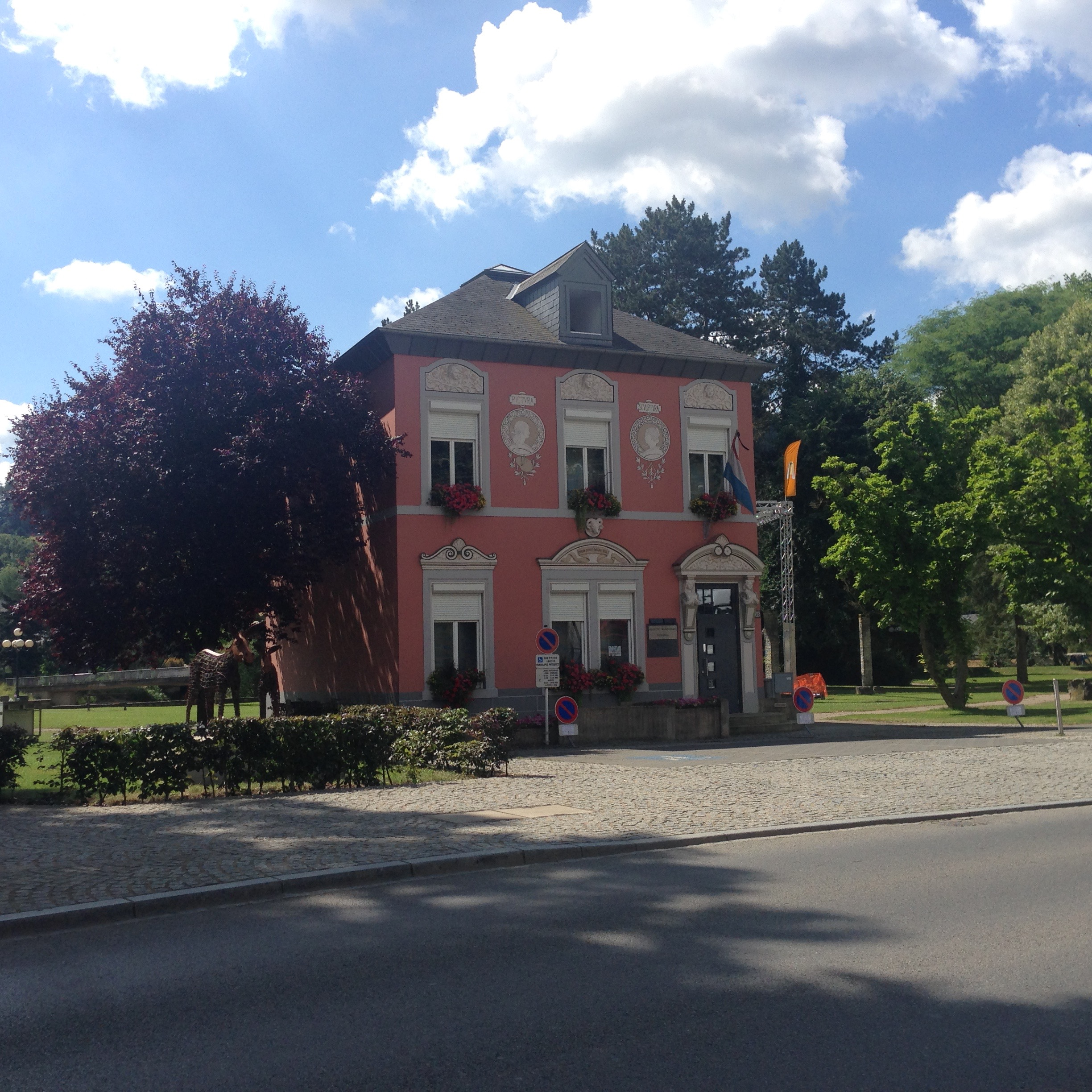
Das Haus von Michel Deutsch am Parkeingang